# Le Viager
Le Viager is een Franse film van Pierre Tchernia die uitgebracht werd in 1972.
Deze komische film was een van de meest succesrijke Franse films van 1972.

## Verhaal
Het verhaal vangt aan in 1930. Louis Martinet, een 59-jarige vrijgezel, gaat op consultatie bij dokter Léon Galipeau omdat hij denkt dat hij een wankele gezondheid heeft. Léon Galipeau geeft niet de indruk een erg competente arts te zijn. Nadat hij Martinet geausculteerd heeft zegt hij zijn patiënt botweg dat hij versleten is en dat het beter is dat hij vervroegd met pensioen gaat.
Wanneer Louis daarop vermeldt dat hij een huis bezit in Saint-Tropez krijgt Galipeau een lumineus idee: wellicht overlijdt Martinet binnen afzienbare tijd, dit is dus een unieke kans voor zijn broer Émile om Martinets huis op lijfrente te kopen.
De jaren verstrijken en Martinet wordt steeds maar energieker.

## Rolverdeling
| Acteur              | Personage                                                 |
| ------------------- | --------------------------------------------------------- |
| Michel Serrault     | Louis Martinet                                            |
| Michel Galabru      | dokter Léon Galipeau                                      |
| Jean-Pierre Darras  | Émile Galipeau, de broer van Léon                         |
| Rosy Varte          | Elvire Galipeau, de vrouw van Émile en de moeder van Noël |
| Odette Laure        | Marguerite Galipeau, de vrouw van Léon                    |
| Madeleine Clervanne | grootmoeder Galipeau                                      |
| Noël Roquevert      | grootvader Galipeau                                       |
| Yves Robert         | korvetkapitein Bucigny-Dumaine                            |
| Claude Brasseur     | Noël Galipeau op 40-jarige leeftijd                       |
| Claude Legros       | de postbode                                               |
| Jean Carmet         | meester Vierzon, de advocaat van Noël                     |
| Jacques Hilling     | de voorzitter van de rechtbank                            |
| Jean Richard        | Jo, een boef                                              |
| Gérard Depardieu    | Victor, de medeplichtige van Jo                           |
| Bernard Lavalette   | het parlementslid en de burgemeester van Saint-Tropez     |